# Rlogin
rlogin — утиліта Юнікс, що дозволяє користувачам залогінитися на хост через мережу, використовуючи 513-й порт протоколу TCP.  
Утиліта rlogin спершу розповсюджувалася як частина 4.2 BSD релізу.
rlogin також є назвою протоколу прикладного шару стеку протоколів TCP/IP. Автентифіковані користувачі можуть діяти так якби вони були фізично присутні за комп'ютером. Стандарт RFC 1258, в якому було визначено rlogin, стверджує що: «rlogin забезпечує віртуальний термінал з віддаленою відповіддю та з локально керованим потоком і з належним скиданням буферів виходу.»  rlogin зв'язується з демоном  rlogind  на віддаленому хості.
rlogin подібний до telnet, але порівняно з telnet його недоліками є нездатність настроювання і те що він здатний з'єднуватися лише до серверів Юнікс.
Останнім часом через незахищеність rlogin практично не використовується. Його заміною є ssh.